# Sinkoura
Sinkoura est une commune rurale située dans le département de Périgban de la province du Poni dans la région Sud-Ouest au Burkina Faso.

## Santé et éducation
Le centre de soins le plus proche de Sinkoura est le centre de santé et de promotion sociale (CSPS) de Périgban tandis que le centre hospitalier régional (CHR) de la province se trouve à Gaoua.
Sinkoura possède une école primaire.

## Religion
Le village est l'un des rares du département à possèder une mosquée.